# Феникс (сын Агенора)
Фе́никс или Фо́йникс или Фойник (др.-греч. Φοῖνιξ) — в древнегреческой мифологии основатель Финикии (финикийского царства).
Согласно Гомеру, отец Европы. Согласно поэту Асию, был женат на Перимеде, их дочери Астипалея и Европа. По наиболее распространённой версии, Феникс — сын царя Агенора и Телефассы (или Дамно), брат Европы, Кадма и Киликса (либо сын Бела, дядя Кадма). Отец Адониса (согласно Гесиоду). Жена Кассиопея, дочь Карма.
Согласно Псевдо-Аполлодору, сын финикийского царя Агенора и Телефасы, брат Кадма, Килика и Европы. После похищения Европы Зевсом, Агенор отправил сыновей на её поиски. Убедившись в невозможности найти сестру, братья осели в разных странах, основав царские династии. Феникс поселился в Финикии. Либо отправился в Африку и остался там, отчего африканцы называются пунийцами.
В его честь названа линия Феникс на спутнике Юпитера Европе.